# Kvetijapin
Kvetijapin (Serokvel, Ketipinor) je atipični antipsihotik koji je odorobren za lečenje šizofrenije, bipolarnog poremećaja i kao dodatni tretman za depresiju.
Godišnja prodaja ovog leka je vredna oko USD $5,7 milijardi globalno, od čega je $2,9 milijardi u SAD-u. Američki patent, je trebalo da istekne 2011, ali je njegov vek produžen radi pedijatrijske ekskluzivnosti do marta 2012.

## Farmakologija
| Receptor | Kvetijapin | Norkvetijapin |
| -------- | ---------- | ------------- |
| D1       | 428        | 99.8          |
| D2       | 626        | 489           |
| 5-HT1A   | 1040       | 191           |
|          | 38         | 2.9           |
| α1B      | 14.6       | 46.4          |
| α2       | 617        | 1290          |
| 1        | 4.41       | 1.15          |
| M1       | 1086       | 38.3          |
| NET      | >10000     | 34.8          |

Kvetijapin poseduje sledeća farmakološka dejstva:
- D1, D2, D3, i D4 receptor antagonist
- 5-HT1A, 5-HT2A, 5-HT2C, and 5-HT7 receptor antagonist
- α1-adrenergički i α2-adrenergički receptor antagonist
- 1 receptor antagonist
- receptor antagonist

## Sinteza
Jedan od mogućih sintetičkih puteva je:

## Literatura
- Davis, Kenneth L; Neuropsychopharmacology, American College of (2002). Neuropsychopharmacology: the fifth ... - Google Books. ISBN 9780781728379.

## Spoljašnje veze
- „Quetiapine”. MedlinePlus. The American Society of Health-System Pharmacists, Inc. 1. 9. 2008.
- NAMI pregled

|  | Molimo Vas, obratite pažnju na važno upozorenje u vezi sa temama iz oblasti medicine (zdravlja). |